# Tigre-de-sumatra
O tigre-de-sumatra (nome científico: Panthera tigris  sumatrae) é uma população de tigres (Panthera tigris) que ocorre na ilha de Sumatra, Indonésia. Antes classificado como uma subespécie separada sob o nome Panthera tigris sumatrae, foi reclassificada como apenas uma população parte da subespécie Panthera tigris sondaica, que inclui o tigre-de-java e o tigre-de-bali, todas do arquipélago da Sonda.
O tigre de sumatra foi listado como Criticamente Ameaçado na Lista Vermelha da IUCN em 2008, uma vez que a população foi estimada em 441 a 679 indivíduos, sem subpopulação superior a 50 indivíduos e uma tendência decrescente.
O tigre-da-sumatra é a única população sobrevivente do grupo de tigres das Ilhas da Sonda que incluía os agora extintos tigres-de-bali e os tigres-de-java.
Sequências de genes mitocondriais completos de 34 tigres sustentam a hipótese de que os tigres-de-sumatra são diagnosticados como distintos das subespécies continentais.
Atualmente, existe entre 500 e 600 tigres-de-sumatra soltos na natureza.

## Taxonomia
Em 2017, a Força-Tarefa de Classificação de Cat do Grupo Cat Specialist revisou a taxonomia de Felídeos e agora reconhece as populações de tigres vivos e extintos na Indonésia como P. t. sondaica.

## Características
O tigre-de-sumatra, em tamanho corpóreo, é a menor subespécie ou população de tigre restante. Os machos pesam entre 100 e 140 kg e medem entre 2,2 a 2,48 m de comprimento total da ponta do nariz até ponta da cauda, as fêmeas são relativamente menores e pesam entre 75 a 110 kg e medem de  2,15 a 2,30 m de comprimento total.
Visualmente, além do tamanho, esta subespécie de tigre difere das outras por suas listras negras mais escuras e largas e seu corpo alaranjado em tom mais forte, quase marrom, para se camuflar melhor na floresta tropical densa, e possui um grande crescimento de pelos longos nas bochechas.

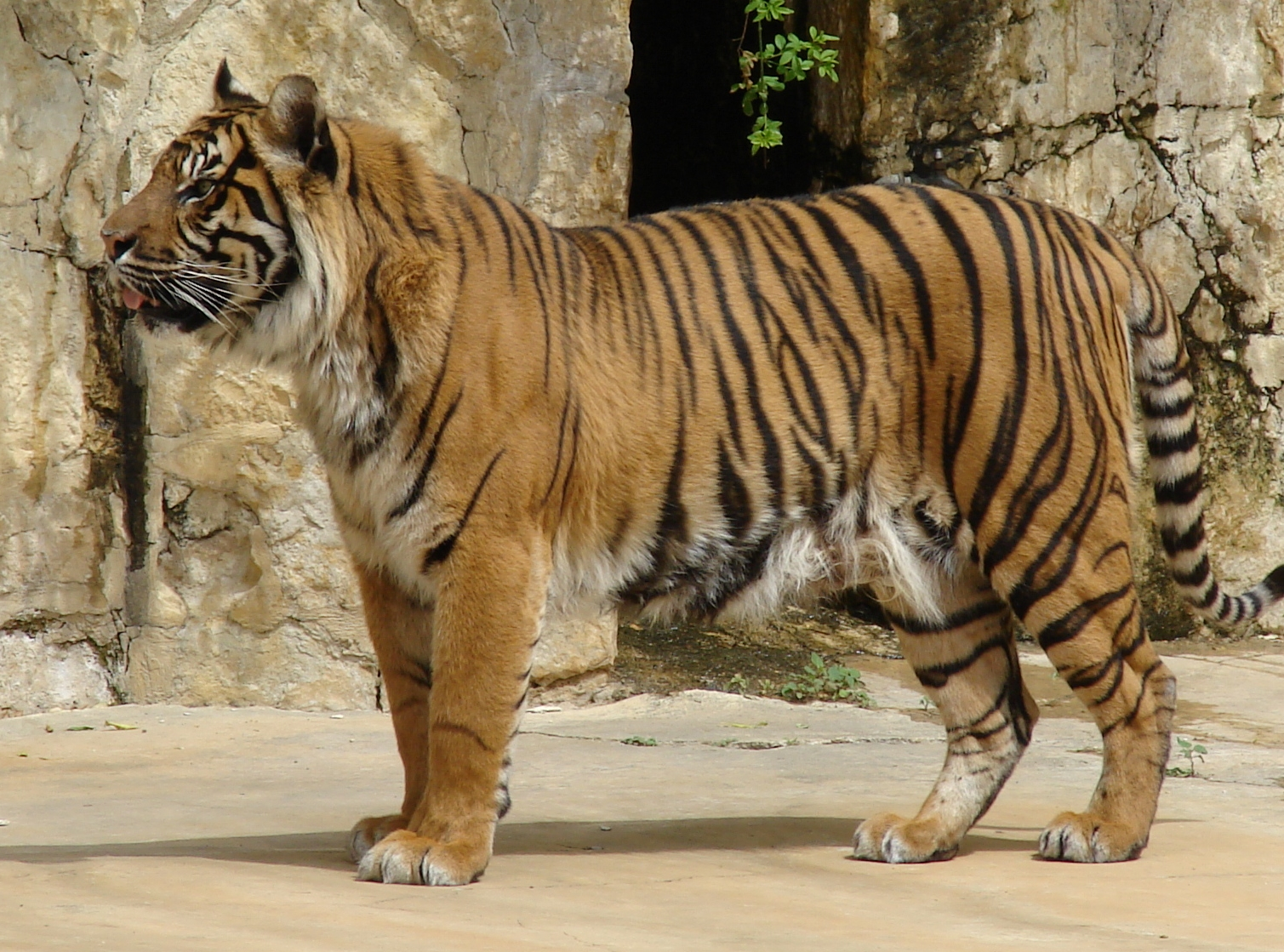
Tigre-de-sumatra no "San Antonio Zoo".

Segundo análises de DNA, revelou-se a existência de certas características genéticas únicas, indicando que o tigre-de-sumatra está no limite entre a subespécie e sua separação como uma nova espécie diferente dos tigres continentais, se não se extinguir antes. Por conta disso foi sugerido que deveriam destinar mais esforços para conservar os tigres-de-sumatra do que às demais subespécies. A maior ameaça que enfrentam é a caça e destruição de seu habitat. Ademais, entre 1998 a 2000 foram mortos baleados 66 tigres, que constituíam aproximadamente 20% (ou seja um quinto) da população total.

## Ataques a humanos

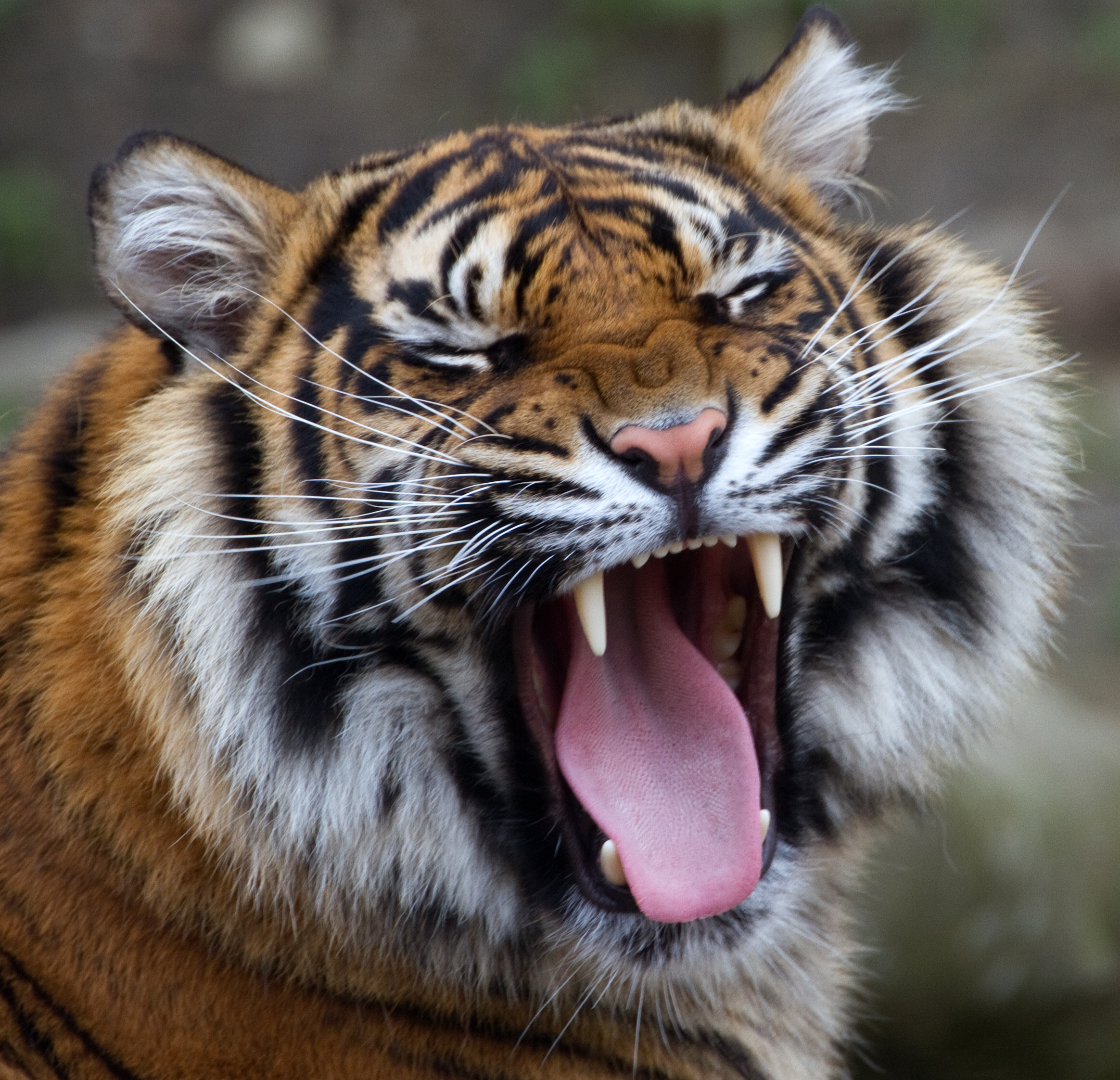
Tigre de sumatra bocejando.

Existem vários casos de pessoas mortas por tigres-de-sumatra, mas o número de animais mortos por causa do homem (destruição do habitat, caça ilegal entre outros) é extremamente maior.
Com a sua mordida de 450 Kg (no ataque ele morde o pescoço) e suas grandes patas musculosas com garras afiadas, um tigre mesmo velho ou debilitado pode atacar e matar facilmente um humano. Em 2009, quatro agricultores foram mortos por um tigre-de-sumatra, enquanto extraíam látex. O tigre os atacou à noite, enquanto acampavam. Ele matou uma criança e seus irmãos. Seu tio conseguiu escapar com vida, enquanto os gritos da criança se estendiam por toda a floresta.[carece de fontes?]
Mais tarde, foi encontrado um membro da criança. Os irmãos mortos foram encontrados inteiros. O tigre foi capturado e morto pela população.[carece de fontes?]
Em 2021, um turista chamado Renan Rodrigues sobreviveu a um ataque do Tigre de Sumatra, o felino o atacou a noite enquanto o mesmo estava catalogando cogumelos na selva. a fuga de Rodrigues só foi possível pois o tigre se assustou com seus gritos.[carece de fontes?]